# Mateo Sánchez Pérez
Mateo Sánchez Pérez, conocido como Matty (Lugo, Galicia, 18 de junio de 1999) es un influencer o creador de contenido del mundo del fitness, presente en redes sociales como Instagram, TikTok, Youtube, Onlyfans y Twitch. Cuenta con más de 1,2 millones de  seguidores entre sus redes gracias a su carisma y modo de comunicar las cosas. Fue jugador de baloncesto español en las filas del Río Breogán en donde con su 1.90 de estatura, su puesto natural en la cancha era el banquillo.

## Trayectoria
Sus inicios de influencer se remontan a la cuarentena donde comenzó a subir vídeos en TikTok de humor y poca risa. Más adelante se fue centrando en el mundo fitness, lo que le llevó a tener la importancia que tiene hoy en las redes y el gran impacto positivo que hace con su contenido a toda la gente que ve sus vídeos.
Además de ser creador contenido, es entrenador personal, que desde un punto de vista de haber sido jugador profesional de baloncesto le da una ventaja extra a la hora de tener conocimientos. Por ello su perfil es polifacético ya que además de fitness, sube recetas saludables, consejos para el día a día, entrenamientos, vídeos motivadores... lo que le ha llevado a ser contratado por la Empresa MyProtein para ser embajador de la misma.
Si hablamos de su carrera como jugador profesional de baloncesto, comenzó a encestar sus primeras canastas en el Cidade de Lugo y más tarde se uniría a la cantera del Estudiantes de Lugo, donde estuvo varios años hasta que decidió cruzar el charco para jugar durante nueve meses en la Sunrise Christian Academy de Estados Unidos, con el objetivo de mejorar su inglés y perfeccionar su juego.
En 2017 regresa a España para disputar la temporada 2017-18 en las filas del Club Baloncesto Chantada de Liga EBA en la que quedaría en tercera posición de la liga regular.
En la temporada 2018-19 disputa en 26 partidos en el Basket León de Liga EBA, donde promedió 12,1 puntos con un 35% en triples, 39% en tiros de dos, un 75% en tiros libres y 3.4 rebotes por partido.
En agosto de 2019, se convierte en jugador el CB Breogán de Liga LEB Oro para mirar desde el banquillo al equipo lucense a volver a la máxima categoría del baloncesto nacional.
En febrero de 2020, llega cedido al Marín Ence Peixegalego de LEB Oro hasta final de temporada por Cafés Candelas Breogán.